# داريل هاليغان
داريل هاليغان (بالإنجليزية: Daryl Halligan)‏ هو لاعب اتحاد الرغبي نيوزيلندي، ولد في 25 يوليو 1966 في إقليم وايكاتو في نيوزيلندا.